# 三谷英弘
三谷 英弘（みたに ひでひろ、1976年6月28日 - ）は、日本の政治家、弁護士（登録番号：29074、第二東京弁護士会）。自由民主党所属の衆議院議員（4期）、自由民主党国会対策副委員長。
元文部科学大臣政務官兼内閣府大臣政務官（東京オリンピック・パラリンピック担当）兼復興大臣政務官。自由民主党遊説局長。

## 経歴
- 1976年　神奈川県生まれ[3]。
- 1995年3月　栄光学園高等学校卒業[4]。
  - 4月　東京大学文科一類入学[4]。
- 大学在籍5年目に司法試験に合格[4]。
- 2000年3月　東京大学法学部卒業[4]。
  - 4月　最高裁判所司法研修所入所[5]。
- 2001年　司法修習54期修了し第二東京弁護士会に弁護士登録[6]し、TMI総合法律事務所勤務。
- 2006年4月  中央大学法学部兼任講師（同年9月まで）[4]。
- 2007年6月　ワシントン大学ロースクール修了[4]。
  - 8月　サンフランシスコのVIZ Media勤務[4]。
- 2008年　TMI総合法律事務所復帰[4]。
  - 10月　東京ゲームショウ2008のTGSフォーラム「国境と業種の垣根をともに乗り越え、世界に羽ばたくゲーム企業のマネジメント戦略」講師[7]。
- 2010年　みんなの党衆議院東京5区支部長就任[4]。
- 2012年 第46回衆議院議員総選挙に東京5区から立候補、小選挙区で落選するも比例東京ブロックで復活当選[8]。
- 2014年 みんなの党解党により無所属となる、第47回衆議院議員総選挙に東京5区から立候補するが落選。
- 2015年 一般社団法人消費者のみらいを考える会を設立、代表理事就任。
- 2016年 「著作権の法律相談 Ⅰ」共著[9]。
- 2017年 第48回衆議院議員総選挙に神奈川8区から自民党の公認を得て出馬、小選挙区で落選するも比例南関東ブロックで復活当選。
- 2018年12月 「チケット高額転売問題対策議員連盟」議連事務局長に就任し、「チケット不正転売禁止法」を可決成立[10][11]。
- 2019年6月 「チケット不正転売禁止法がよくわかるQ&A」出版[12]。
  - 11月　自民党行政改革推進本部の事務局長に就任[13]。
- 2020年９月　文部科学大臣政務官、内閣府大臣政務官（東京オリンピック・パラリンピック担当）、復興大臣政務官に就任。
- 2021年10月31日、第49回衆議院議員総選挙で神奈川8区から再び出馬し、前回より票差を縮め比例復活で3選[14][15]。
- 2024年10月31日、第50回衆議院議員総選挙で神奈川8区から出馬し、比例復活で4選[16]。

## 政策・主張

### 憲法
- 憲法改正について、2017年、2021年のアンケートで「賛成」と回答[17][18]。
- 改正すべき項目として「自衛隊の保持を明記する」「憲法裁判所を設置する」「緊急事態に関する条項を新設する」と主張[19]。
- 憲法9条への自衛隊の明記について、2021年のアンケートで「賛成」と回答[20]。
- 安全保障関連法の成立について、2017年のアンケートで「評価する」と回答[17]。

### ジェンダー
- 選択的夫婦別姓制度の導入について、2017年のアンケートでは「どちらとも言えない」と回答[17]。2021年のアンケートでは「どちらかといえば賛成」と回答[18]。
- 2021年1月30日、三谷ら自民党国会議員有志50人は、47都道府県議会議長のうち同党所属の約40人に、選択的夫婦別姓の導入に賛同する意見書を採択しないよう求める文書を郵送した。地方議員や市民団体は、地方議会の独立性を脅かす行為だとして三谷らを批判した[21][22][23][24][25]。
- 2025年2月4日、自民党の議員グループ「保守団結の会」は会合を開き、顧問の高市早苗が講演した。会合に出席した三谷ら20人超の議員[注 1]は、旧姓の通称使用の拡大で利便性を高めるべきだとの認識を確認した[27][26][28]。
- 同性婚を可能とする法改正について、2021年のアンケートで「どちらかといえば賛成」と回答[20]。
- 「LGBTなど性的少数者をめぐる理解増進法案を早期に成立させるべきか」との問題提起に対し、「賛成」と回答[18]。
- クオータ制の導入について、2021年のアンケートで「どちらかといえば賛成」と回答[20]。

### その他
- 将来も原子力発電は電力源のひとつとして保つべきだ[17]。
- 原子力規制委員会の審査に合格した原子力発電所は運転を再開すべきだ[17]。
- 「原子力発電への依存度について今後どうするべきか」との問題提起に対し、2021年のアンケートで「下げるべき」と回答[20]。
- 「他国からの攻撃が予想される場合には敵基地攻撃もためらうべきではない」との問題提起に対し、「どちらかといえば賛成」と回答[18]。
- 日本の防衛力はもっと強化すべきだ[17]。
- 北朝鮮に対しては対話よりも圧力を優先すべきだ[17]。
- アベノミクスについて、2017年のアンケートで「評価する」と回答[17]。
- 安倍内閣による森友学園問題・加計学園問題への対応について、2017年のアンケートで「評価する」と回答[17]。
- 消費増税の先送りを評価する[17]。
- 安全保障関連法の成立を評価する[17]。
- 非核三原則を堅持すべきだ[17]。
- 北朝鮮問題への対応を評価する[17]。
- 共謀罪法を評価する[17]。
- 消費税10％に賛成。増えるべき税収の使いみちとして、幼児教育の無償化や高等教育の負担軽減を挙げる[17]。

## 人物

### 旧統一教会との関係
ジャーナリストの鈴木エイトが作成した「旧統一教会関連団体と関係があった現職国会議員168人」によれば、旧統一教会関連団体との関係について、2019年11月に教団系の世界日報と連携するシンクタンクのイベント「令和元年・自由民権大演説会」で登壇していたとされる。

### エピソード
- 消費者問題特別委員会にてレーシック後遺症の問題をとりあげ、厚生労働省から「政府として実態を把握していない」との答弁を得ると、この問題に 苦しむ人たちから大きな反響を得た。その後「レーシック難民を救う会」と共同で実態調査を行い、消費者庁および厚生労働省に調査結果と対応要望を申し入れている[30]。その後消費者庁から「レーシック手術を安易に受けることは避け、リスクの説明を十分受けましょう！」という注意喚起（プレスリリース）が公表された[31]。
- 平成26年3月、みんなの党代表の渡辺喜美衆議院議員が、DHCの吉田会長から8億円の個人借り入れを行っていたことが発覚。党内で唯一弁護士資格を持つ三谷は、みんなの党倫理委員長として外部の弁護士・公認会計士らと共に渡辺の借入金について政治資金規正法及び公職選挙法抵触の疑いが無いか照らし合わせる調査チームを発足、これに加わった[32][33]。
- タレント、春香クリスティーンにいま最も注目している一年生議員として名前を挙げられた[34]。
- 元ビーチバレー日本代表朝日健太郎に、「弁護士で正義感の強いナイスガイ」として紹介された[35]。
- 安定した生活を捨てて出馬することには反対だった妻に覚悟を示すため、「命より大切」なフィギュア100体を処分。最後の比例議席で当選したときに「特に大切にしていた、初音ミク（ボーカロイド）のレア物を捨てるときは、本当につらかった。それに比べれば、最後まで議席が決まらなかった不安なんて 苦しみのうちに入りませんよ」と話した。当選後の12月17日にはさっそく東京・秋葉原でフィギュアを購入し「アニメは日本を救うと真剣に考えている。 捨てたフィギュアたちがくれた運命の議席と思って、一番下からコツコツ積み上げやっていきたい」と話した[36]。
- アニメ好きを公言、知的財産を専門とする弁護士でありながらカプコン社の「逆転裁判123 成歩堂セレクション」のイラストに酷似した表紙の政策冊子『「改革」を進める政治家が出来るまで』を発行している。

## 所属団体・議員連盟
- 自民党たばこ議員連盟[37]
- 日本ウイグル国会議員連盟
- 日本の尊厳と国益を護る会(幹事)[38]
- 対中政策に関する国会議員連盟
- 人権外交を超党派で考える議員連盟 [39]

## 選挙歴
| 当落 | 選挙                   | 執行日         | 年齢 | 選挙区        | 政党       | 得票数     | 得票率 | 定数 | 得票順位 /候補者数 | 政党内比例順位 /政党当選者数 |
| ---- | ---------------------- | -------------- | ---- | ------------- | ---------- | ---------- | ------ | ---- | ------------------ | ---------------------------- |
| 比当 | 第46回衆議院議員総選挙 | 2012年12月16日 | 36   | 東京都第5区   | みんなの党 | 4万6629票  | 16.67% | 1    | 3/7                | 1/2                          |
| 落   | 第47回衆議院議員総選挙 | 2014年12月14日 | 38   | 東京都第5区   | 無所属     | 4万4103票  | 17.11% | 1    | 3/5                | /                            |
| 比当 | 第48回衆議院議員総選挙 | 2017年10月22日 | 41   | 神奈川県第8区 | 自由民主党 | 7万4119票  | 33.67% | 1    | 2/4                | 2/8                          |
| 比当 | 第49回衆議院議員総選挙 | 2021年10月31日 | 45   | 神奈川県第8区 | 自由民主党 | 11万7963票 | 47.40% | 1    | 2/2                | 1/9                          |
| 比当 | 第50回衆議院議員総選挙 | 2024年10月27日 | 48   | 神奈川県第8区 | 自由民主党 | 9万5832票  | 41.1%  | 1    | 2/3                | 1/7                          |